# Jalpan (Messico)
Jalpan è una municipalità dello stato di Puebla, nel Messico centrale, il cui capoluogo è la località omonima.
Conta 12.547 abitanti (2010) e ha una estensione di 206,05 km². 	 	
Il significato del nome della località in lingua nahuatl è Sopra la sbbia del colle.